# トゥールーズメトロA線
A線（アーせん、Ligne A）は、ティセオ＝トラベラーズの運営するフランス・トゥールーズのメトロ（地下鉄）路線の一つ。トゥールーズ市内南西部のバッソ・カンボ駅と、トゥールーズ近郊東部バルマのバルマ・グラモン駅を結ぶ。1993年に開業。

## 歴史
- 1993年6月26日、バッソ・カンボ駅（フランス語版）とジョリモン駅（フランス語版）間が開通。
- 1993年6月28日、営業運転開始。
- 2003年12月20日、ジョリモン駅からバルマ・グラモン駅（フランス語版）間が開通。

## 駅一覧
| 駅名                               | 接続路線                       | 地上／地下 | 所在地       |
| ---------------------------------- | ------------------------------ | ---------- | ------------ |
| バッソ・カンボ駅                   |                                | 高架区間   | トゥールーズ |
| ベルフォンテーヌ駅                 |                                | 地下区間   | トゥールーズ |
| レヌリー駅                         |                                | 地下区間   | トゥールーズ |
| ミレ＝ルニヴェルシテ駅             |                                | 地下区間   | トゥールーズ |
| バガテル駅                         |                                | 地下区間   | トゥールーズ |
| メルモーズ駅                       |                                | 地下区間   | トゥールーズ |
| フォンテーヌ＝レスタン駅           |                                | 地下区間   | トゥールーズ |
| アレーヌ駅                         | 1号線 SNCF（TER）              | 地下区間   | トゥールーズ |
| パット＝ドワ駅                     |                                | 地下区間   | トゥールーズ |
| サン＝シプリアン＝レピュブリック駅 |                                | 地下区間   | トゥールーズ |
| エスキロル駅                       |                                | 地下区間   | トゥールーズ |
| キャピトル駅                       |                                | 地下区間   | トゥールーズ |
| ジャン・ジョレス駅                 | B線                            | 地下区間   | トゥールーズ |
| マレンゴ＝SNCF駅                   | SNCF（TGV、アンテルシテ、TER） | 地下区間   | トゥールーズ |
| ジョリモン駅                       |                                | 地下区間   | トゥールーズ |
| ロズレ駅                           |                                | 地下区間   | トゥールーズ |
| アルグレ駅                         |                                | 地下区間   | トゥールーズ |
| バルマ・グラモン駅                 |                                | 地下区間   | バルマ       |

- 全線各駅停車、快速運転はない。